# Timo Jutila
Timo Jutila (* 24. prosince 1963, Tampere) je bývalý finský profesionální hokejista.
Nastupoval na pozici obránce.
Timo Jutila zahájil svou profesionální kariéru v týmu finské ligy Tappara Tampere, kde hrál v letech 1980 až 1983. V roce 1982 byl draftován týmem Buffalo Sabres severoamerické NHL. V NHL strávil pouze jeden nepříliš úspěšný rok (1984–85, většinou hrál pouze na farmě v nižší soutěži, přímo za Sabres odehrál pouze 10 zápasů. Po návratu do Evropy v roce 1985 odehrál ještě 14 velice úspěšných sezón, většinou za svůj domovský klub Tappara (s výjimkou let 1988–92 ve švédském Luleå HF a sezóny 1996–97 ve švýcarském Bernu).
Timo Jutila patřil dlouhá léta k oporám finské reprezentace, mimo jiné s ní získal titul mistra světa v roce 1995, stříbrnou medaili na mistrovství světa v letech 1992 a 1994 a bronzovou medaili na olympijských hrách v roce 1994.